# Deportivo Petare Fútbol Club (femenino)
El Deportivo Petare Fútbol Club es un equipo de fútbol profesional Venezolano a nivel femenino, se encuentra ubicado en Caracas, Distrito Capital y actualmente participa en la Liga Nacional de Fútbol Femenino de Venezuela, liga equivalente a la máxima división del fútbol femenino en Venezuela.

## Historia
El club como tal fue fundado el 18 de agosto de 1948 con el nombre Deportivo Italia Fútbol Club por la iniciativa de un grupo de inmigrantes italianos, encabezados por: Carlo Pescifeltri, Lorenzo Tommasi, Bruno Bianchi, Giordano Valentini, Samuel Rovatti, Angelo Bragaglia, Giovanni de Stefano, Giuseppe Pane, Alfredo Sacchi y Romano Consolini.
En 2015 una nueva junta directiva llega al equipo con ideas frescas, y con el objetivo de lograr lo que la directiva saliente no pudo: generar identificación entre la comunidad de Petare y el equipo de fútbol. Fue así como se dio paso a una nueva reestructuración, que eliminó la palabra "Deportivo" para dejar la fuerza concentrada en el eje central del proyecto: Petare. Se planteó un concepto que buscó darle sentido a la esencia social del proyecto, se definió un elemento gráfico que representa el valor que aporta cada integrante del club, y se realizó un nuevo escudo que identifica al equipo.
El 22 de enero de 2014 se anuncia de manera oficial el equipo de fútbol femenino del Petare F. C., contando con las categorías de Primera División, sub-18 y sub-15.

## Estadio
El Estadio Olímpico de la Universidad Central de Venezuela es un estadio multipropósito (fútbol, Atletismo, rugby, entre otros) aunque más comúnmente usado para juegos de fútbol que forma parte de la ciudad universitaria en Caracas y como tal nombrado Patrimonio de la Humanidad junto con ésta por la Unesco, siendo uno de los estadios más importantes de Venezuela.
El estadio poseía un aforo de 27.000 espectadores y actualmente es usado como sede para algunos de los partidos de la selección de fútbol de Venezuela, así como de estadio local para el club de fútbol profesional Deportivo Petare, Caracas FC y para otros partidos de fútbol, conciertos, prácticas de rugby, entre otros. Con motivo de la Copa América 2007 el mismo fue sometido a un proceso de remodelación con una inversión 40 millardos de Bolívares. Su capacidad descendió a 24.900 por la instalación de sillas de gran calidad en toda su estructura.
El estadio es obra del arquitecto venezolano Carlos Raúl Villanueva y fue inaugurado durante el gobierno del General Marcos Pérez Jiménez en 1957.

### Estadio Alterno
Fray Luis de León

## Uniforme
Los colores del uniforme del Petare F. C. desde 1948 fueron el azul y blanco (los mismos que la selección italiana de fútbol). En la época del Deportivo Italchacao la camiseta era azul con franjas blancas. Luego del cambio de nombre a Deportivo Petare en 2010 el equipo adoptó como primer uniforme la camiseta blanca y el short negro, teniendo como segunda equipación el tradicional azul, pero con el paso del tiempo y los nuevos accionistas del equipo, el Petare F. C. juega la mayoría de los partidos de local con la camiseta azul y el short blanco, teniendo el blanco y negro como uniforme de visitante.
A partir del 2015 los colores pasaron a ser gris con un rectángulo naranja en el pecho y blanco con el mismo rectángulo naranja como uniforme de visita.
| Uniforme de Local del Deportivo Petare               | Uniforme de Visitante del Deportivo Petare              | Uniforme de Local del Petare FC | Uniforme de Visitante del Petare FC | Uniforme de Local del Petare FC 2016-2017 | Uniforme de Visitante del Petare FC 2016-2017 |
| Uniforme de local del Deportivo Petare F.C. (actual) | Uniforme de visitante del Deportivo Petare F.C (actual) |                                 |                                     |                                           |                                               |

## Directiva
| Cargo             | Nombre          |
| ----------------- | --------------- |
| Presidente        | Enrico Pugliese |
| Director Técnico  | Monica Giraldo  |
| Asistente Técnico | ?               |
| Preparador Físico | ?               |
| Utilero           | ?               |
| Fisio Terapeuta   | ?               |

## Palmarés
- Liga Nacional de Fútbol Femenino de Venezuela (1): 2019

- Copa Venezuela de Fútbol Femenino (0)